# ジョッパーブーツ

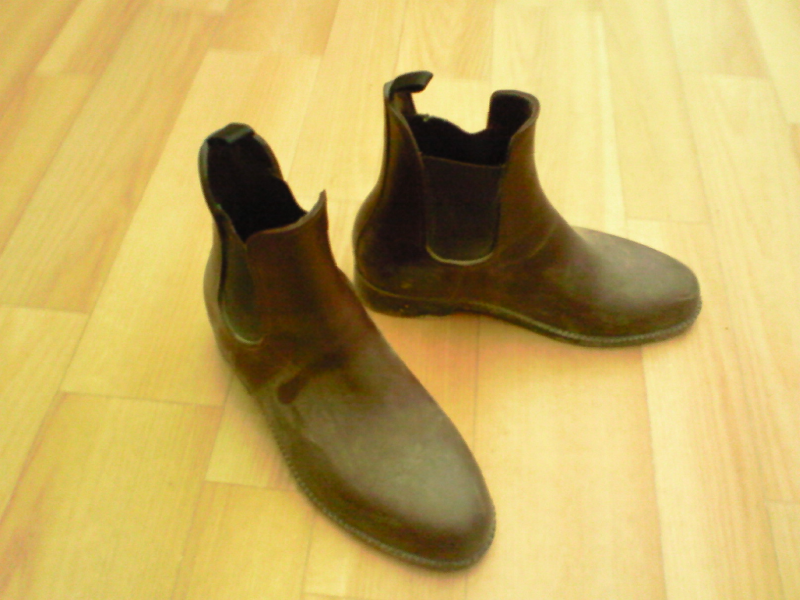
乗馬用ジョッパーブーツ

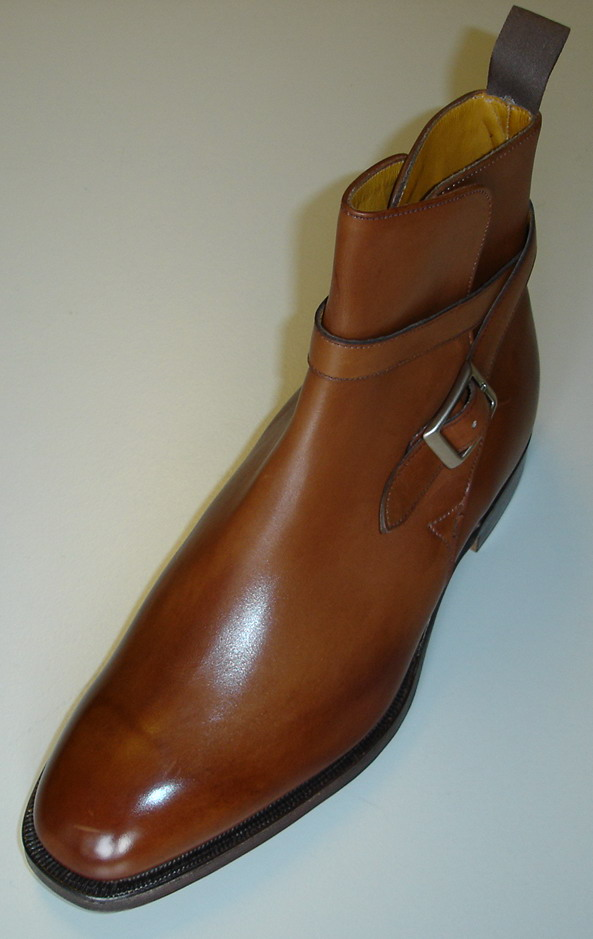
アンクルストラップ付きの伝統的なデザイン

ジョッパーブーツ（jodhpur boots, paddock boots）とは、乗馬用の短靴（ショートブーツ）の一種である。
通常、踝あたりまでの高さがある。「ジョッパー」とは同じく乗馬用のズボンであるジョッパーズ（jodhpurs）に由来しており、「ジョッパーズ用のブーツ」「ジョッパーズ着用時用のブーツ」という意味である。ちなみにそのジョッパーズの名前は、インドの都市ジョードプル（Jodhpur）に由来しており、その地域の人々が履いていたズボンだったからである。
素材は皮革製のものや、ゴム製のものなどがある。くるぶし周りを覆うアンクルストラップがついたものが伝統的なジョッパーブーツで、ファッション業界では現在でもこのデザインのものが「ジョッパーブーツ」と呼ばれているが、一方で現代の乗馬用ジョッパーブーツは着脱を容易にするために側面部に伸縮度の高い素材（ゴム繊維など）を使用した、ファッション業界で「サイドゴアブーツ」と呼ばれるデザインのものが多く使われている。
長靴よりも比較的手入れが簡単であり、価格も安いものが多い。長靴とは違って下腿部を保護することができないため、通常はチャップスと併用する。
踵の部分が丸く張り出しており、この丸みの頂点の部分に拍車を乗せられるようになっている。